# Thrypticomyia unisetosa perelongata
Thrypticomyia unisetosa là một phân loài ruồi của loài Thrypticomyia unisetosa trong họ Limoniidae. Chúng phân bố ở miền Australasia.